# La rapina (film 2000)
La rapina (Der Überfall)  è un film del 2000 diretto da Florian Flicker.